# Money Honey (песня Леди Гаги)

«Money Honey» (рус. «Сладкие деньги») — песня, записанная американской певицей Леди Гагой для её дебютного студийного альбома The Fame. 

Леди Гага исполняет «Money Honey» на The Monster Ball Tour в Оттаве

 Money Honey песня написана Lady Gaga в 2007 году. Песня была включена 8 треком в канадскую версию The Fame. Однако позже появилась во всех версиях. Канадская версия имела длинное вступление.

## Лирика и название песни
В песне поётся о том, что она себе может позволить всё: купить собственный корабль, наслаждаться шампанским, при том, что деньги она берёт у своего богатого любовника. Песня описывает сделку о любви, а также связь за деньги.
Песня была предназначена для другого артиста, но Гага решила оставить её себе. В течение демозаписи песню назвали на BMI как «Money Honey». Перед живым выступлением Гага говорит, что больше всего на свете ненавидит деньги.